# Küchen
De Duitse gebroeders Küchen waren in de jaren voor de Tweede Wereldoorlog ware grootheden op het gebied van inbouwmotoren.
De gebroeders Xavier en Richard Küchen tekenden voor vele motorfietsmerken de motorblokken, maar bouwden deze niet. 
Kleinere merken die zelf geen ontwikkelingsafdeling hadden bestelden bij hen eenvoudig een blok op papier en bouwden dit zelf of lieten de blokken bij Bark in Dresden maken. 
Dat er een band bestond tussen Küchen en Bark blijkt wel uit het feit dat veel merken zowel Bark- als Küchen-blokken gebruikten. De Küchen-inbouwmotoren - vaak kortweg K-motor genoemd - waren in de jaren 1920 en 1930 waanzinnig populair. 
In de lijst van Historische motorfietsmerken zijn 36 merken te vinden die ooit de Küchen-motoren toepasten. 
De gebroeders Küchen hebben in 1933 verschillende blokken voor Zündapp ontwikkeld, waaronder de beroemde boxermotoren. 
In de jaren 1950 ontwikkelde Richard Küchen de 246cc- en 298cc-Hoffmann Gouverneur-modellen, de Victoria Bergmeister en ook het 16cc-tweetaktmotortje in de Pränafa miniscooter uit 1950 staat op zijn naam. Productie van de "Gouverneur" en de "Bergmeister" was geen succes.